# Mussulo
Mussulo, zuweilen auch fälschlich Ilha do Mussulo genannt, ist eine etwa 30 Kilometer lange Nehrung vor der Küste Angolas unmittelbar südlich der Hauptstadt Luanda. Der Ort gehört zur Gemeinde Massulo.
Die maximal drei Kilometer breite, im engsten Bereich südlich der Mitte für mehrere Kilometer weniger als hundert Meter breite Halbinsel wurde durch den Benguelastrom und die vorherrschende Windrichtung des Südwestpassats gebildet. Sie umschließt, mit der Öffnung nach Norden in Höhe des Flughafens Luanda, die Mussulo-Bucht mit mehreren Inseln, deren größte im Norden die Ilha dos Padres ist.
Mussulo ist ein mit dem Boot zu erreichendes Freizeit- und Wassersportrevier für die Bewohner Luandas. Etliche Häuser und Freizeiteinrichtungen finden sich auf der Lagunen-Seite. Viele Kokospalmen spenden Schatten. Zum Atlantik hin erstreckt sich der wenig bevölkerte lange und breite Sandstrand mit einem Surf-Revier für Fortgeschrittene.